# Dějiny Kuby

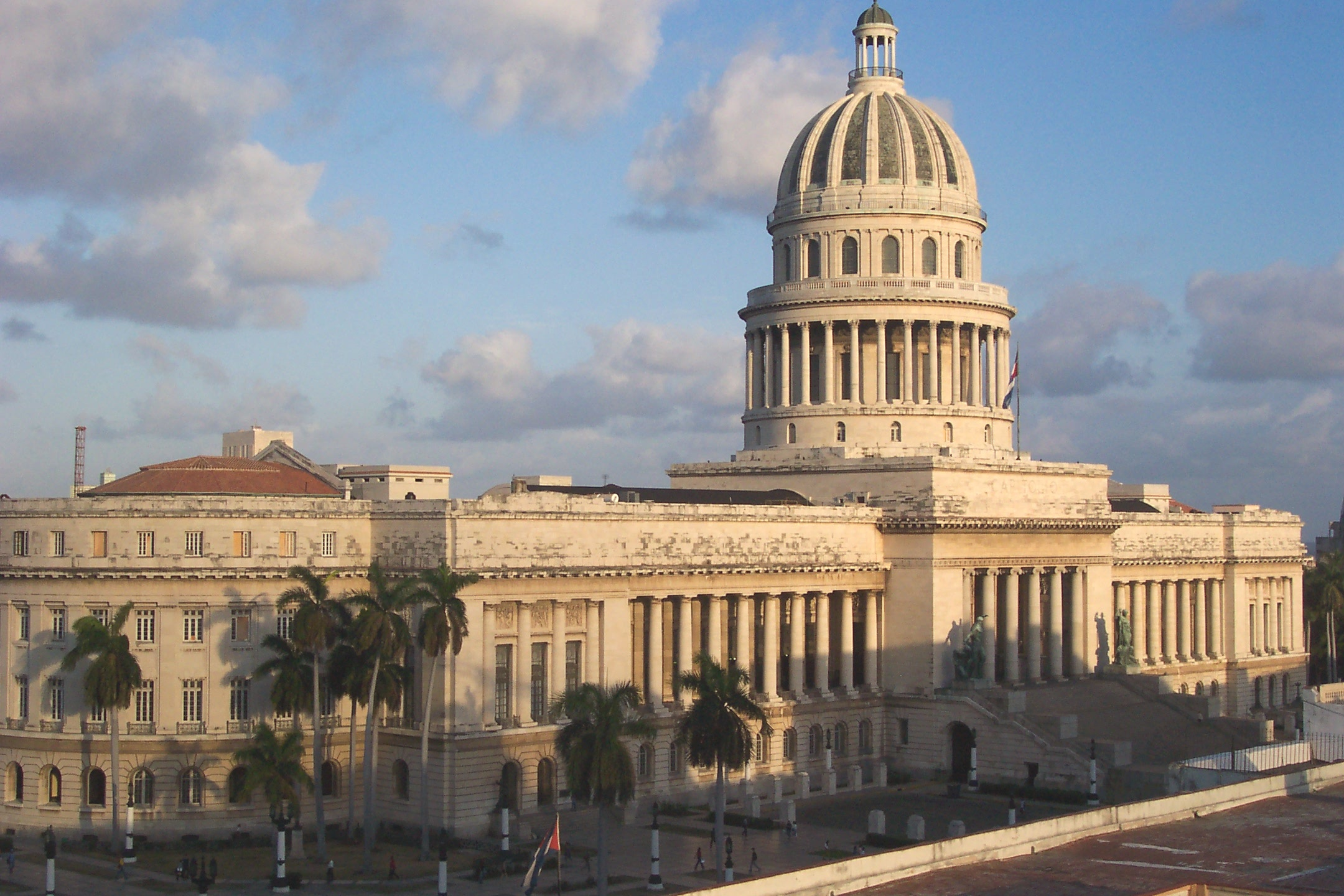
Budova havanského Kapitolu, postaveného v roce 1929, který byl do konce 50. let 20. století sídlem kubánského parlamentu. Dnes v něm pracuje Kubánská akademie věd.

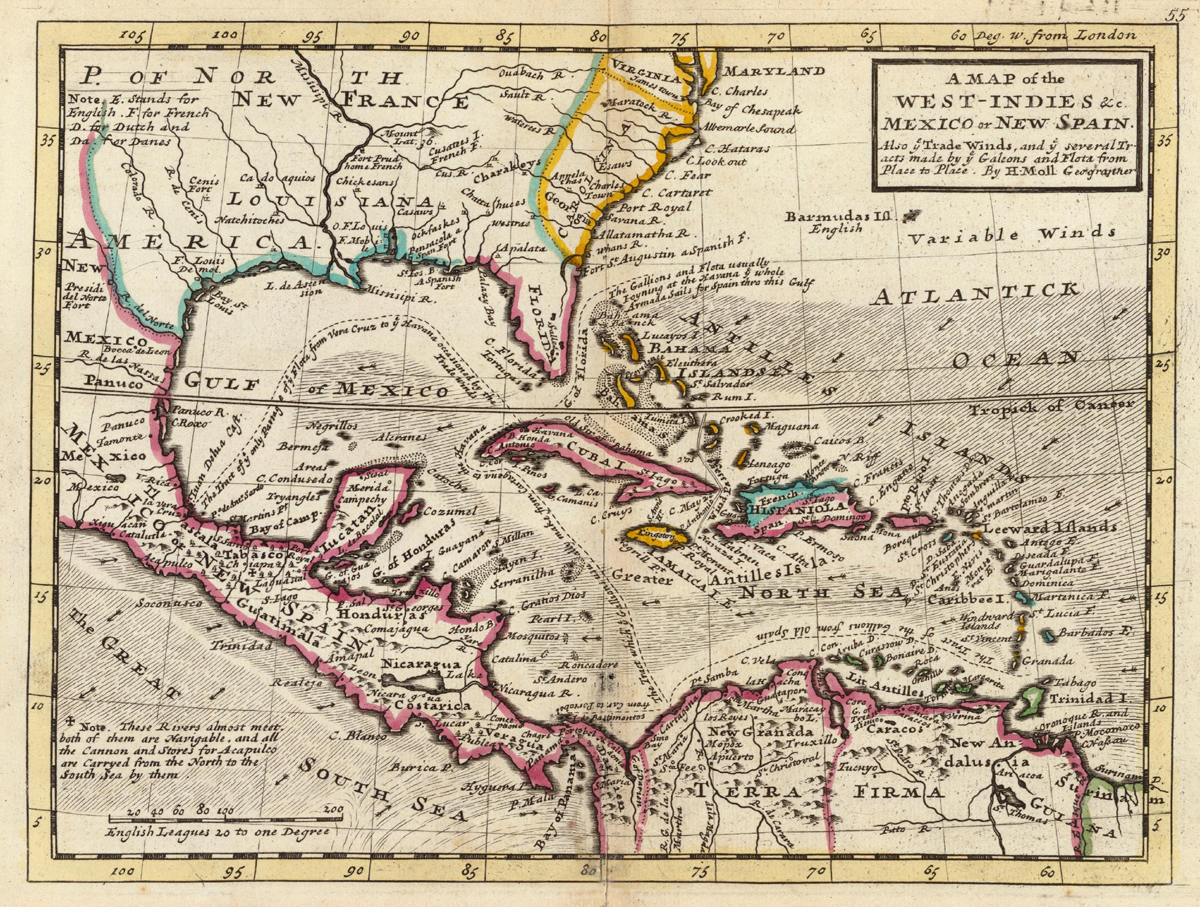
Mapa španělských kolonií v Západní Indii od Hermana Molla z roku 1736

Počátky dějin Kuby se začínají odvíjet již v letech 10 000 až 8000 let př. n. l., kdy podle soudu většiny dnešních archeologů začalo docházet k jejímu osídlování. Od roku 1511 Kubu kolonizovali Španělé, kteří zde vládli až do konce 19. století. Původní obyvatelé, tvoření většinou příslušníky taínského etnika, byli z velké části vyhubeni Evropany v průběhu prvních let osidlování ostrova, jejich zbylá část pravděpodobně přežívala na ostrově ještě v 2. polovině 19. století.
Několik prvních desetiletí španělské kolonizace byla Kuba spíše zásobovací základnou jeho ostatních kolonií, později během 2. poloviny 16. století se stala prostřednictvím Havany důležitým dopravním a obchodním střediskem na cestě z ostatních zámořských území Španělské koruny. K celkovému rozvoji ostrova a zvyšování počtu jeho obyvatel začalo docházet v souvislosti s nárůstem pěstování tabáku a cukrové třtiny od počátku 18. století. Cukrovarnictví bylo poté v 19. a 20. století nejdůležitějším odvětvím kubánské ekonomiky. Hospodářský rozvoj byl spojen mimo jiné s využitím otroků, dovážených sem z Afriky, jako hlavního zdroje pracovní síly. V polovině 19. století tvořilo černošské obyvatelstvo více než 50 % lidí na ostrově. Jeho začlenění do politického života Kuby (otroctví zde bylo zrušeno roku 1889) mělo velký vliv na osvobození ostrova ze španělské nadvlády.
Od prvních let 19. století sílilo kubánské hnutí za nezávislost. Jeho stoupencům nevyšel ve 40. a 50. letech plán na připojení ke Spojeným státům americkým a neúspěchem skončila i všechna jednání se Španěly. Roku 1868 začali Kubánci za svou samostatnost bojovat a dočkali se jí za pomoci Spojených států amerických 20. května 1902, několik let po skončení španělsko-americké války. Pokusy o budování demokracie, zpočátku pod protektorátem USA, byly zaraženy několika diktaturami. Od roku 1956 probíhaly na Kubě ozbrojené boje, během kterých ovládlo na počátku roku 1959 ostrov Hnutí 26. července pod vedením Fidela Castra. V zemi byl zaveden komunistický systém, v jehož čele stanul Fidel Castro jako diktátor. Od jeho odstoupení v roce 2006, řídí stát jeho bratr Raúl Castro, který pokračuje v politice svého předchůdce. V souvislosti s rozpadem Sovětského svazu v roce 1991 byly v zemi zavedeny mírné ekonomické reformy ve prospěch tržního hospodářství.

## Předkolumbovské období

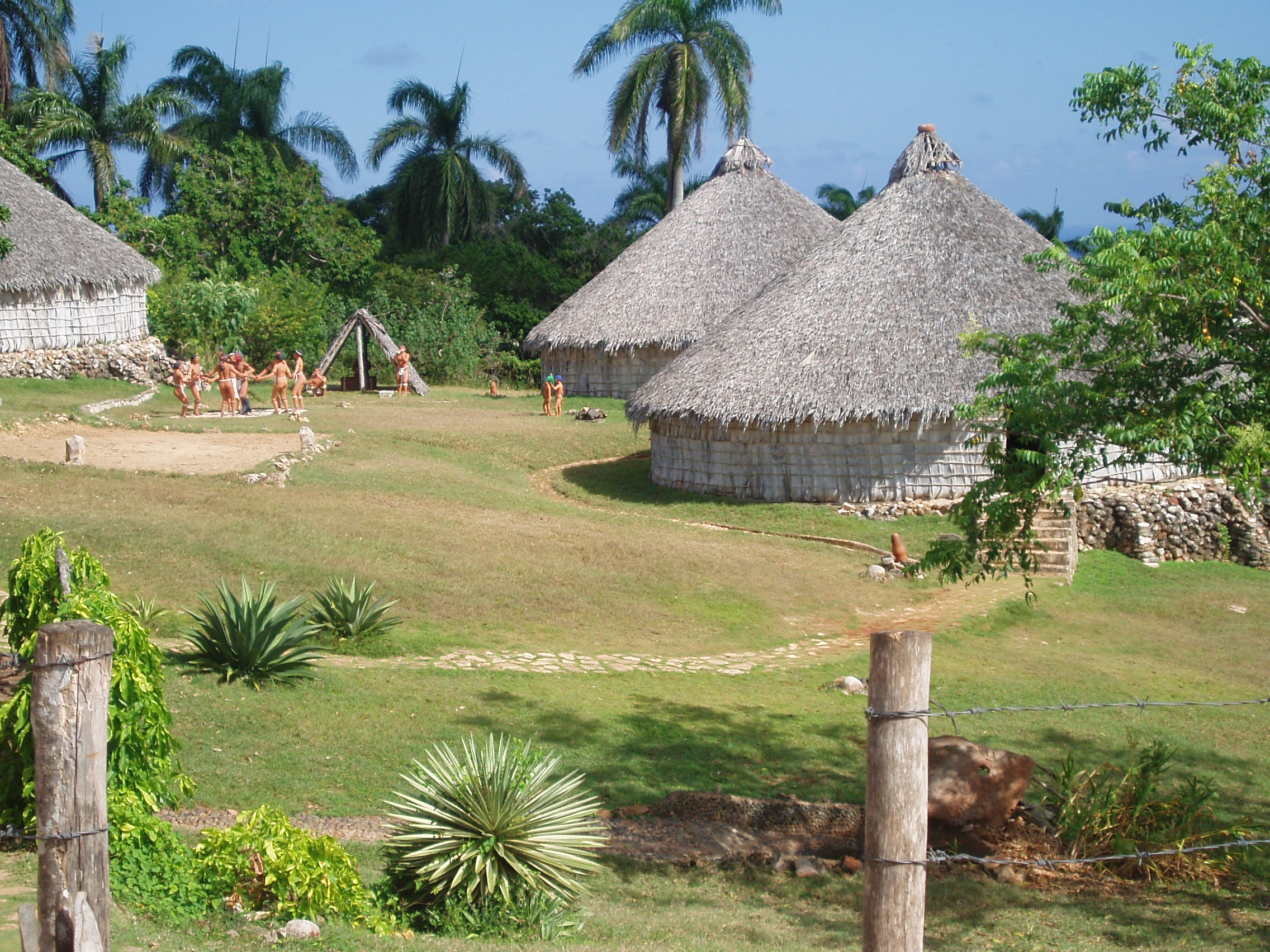
Rekonstrukce taínské vesnice

Osidlování Kuby v letech 10 000 př. n. l. až 8000 př. n. l. bylo podle badatelů umožněno změnami výšky hladiny moře, v důsledku kterých v období 13 000–8000 před n. l. vypadala karibská oblast zcela jinak. Led, který se vytvořil v chladném období doby ledové spotřeboval velké množství vody a došlo tak k poklesu mořské hladiny o asi 85 metrů. V důsledku toho byla Kuba od okolních ostrovů či pevniny vzdálena zhruba 20 kilometrů a příchod lidí usnadňovaly také malé ostrůvky okolo ní.
První obyvatelé přicházeli ze severu přes Bahamy a na dnešním území Kuby zanechali jen málo stop. Zpočátku se živili hlavně lovem, což dokazují archeologické nálezy dokonalých hrotů šípů a oštěpů, později zpestřili svůj jídelníček sběrem mořských plodů. Další vlna migrace je zaznamenána přibližně před 4500 lety. Tito noví usedlíci se již živili rybolovem a byli mnohem šikovnější, archeologům zanechali mnoho stop v podobě různých vyspělejších kamenných nástrojů – například dlát a kladiv.
Zemědělství se na Kubě objevilo již v polovině prvního tisíciletí př. n. l. a bylo spojeno s příchodem nových obyvatel z amerického kontinentu. Další, vyspělejší vlna zemědělců přišla z Haiti v prvních stoletích našeho letopočtu. Tito indiáni, patřící do jazykové skupiny aruaka, dokázali vyrobit vypalované, jednoduše zdobené keramické nádoby dokonalých tvarů, ačkoli ještě neznali hrnčířský kruh. V té době se na Kubě už pěstovala kukuřice, tabák a maniok. Počet obyvatel pomalu rostl, podle názoru některých historiků žilo na ostrově v době příchodu Španělů až 200 000 obyvatel.
V té době zde převládaly kmeny Taínů, které si pravděpodobně podrobily původní obyvatele, méně vyspělé kmeny Sibonejů. Ty na počátku 15. století obývaly hlavně menší, západní část Kuby. Obě tato společenství patřila do skupiny tzv. Aruaků. Podle dobových svědectví (mimo jiné mořeplavce Kryštofa Kolumba a prvního guvernéra ostrova Diega Velázqueze) byli Taínové mírumilovní lidé. Vůdčí roli v jejich společenství měli tzv. kasikové, kterým podléhala nejen jejich vesnice ale i okolní oblasti. Náboženstvím těchto obyvatel předkolumbovské Ameriky byl animismus, s ním spojené funkce měli v jejich komunitě na starosti kněží zvaní behique. Taínové se živili pěstováním manioku a kukuřice, dále např. ovocem a mořskými plody. Nejmenší část ostrovní populace tvořili domorodci označovaní jako tzv. Guanajatabeye, kteří žili na úrovni starší době kamenné. Podle archeologických nálezů a svědectví prvních kolonizátorů byli tito indiáni v době příchodu Evropanů zatlačeni Aruaky do západní části ostrova a pravděpodobně se nacházeli na pokraji vyhynutí.

## Španělská kolonizace

### Osidlováni Kuby
12. října 1492 objevila výprava Kryštofa Kolumba, janovského mořeplavce ve španělských službách, Ameriku. Na své cestě, původně plánované do Asie, zakotvila 28. října i na Kubě v oblasti dnešního Bariay. Na počátku 16. století se Španělé soustředili hlavně na vybudování své základny na sousedním ostrově Hispaniola, Kuba byla mezitím několikrát prozkoumána. Její kolonizace začala až roku 1511 pod velením Diega Velázqueze (1465–1524). Skupina asi 300 mužů, která se hodlala usadit na východní části ostrova, musela hned na počátku čelit odporu části indiánského obyvatelstva vedených, později legendárním, kasikem Hatueyem. Po několika měsících válčení byl ale odpor domorodců zlomen.
Při dalším osidlování Kuby Španělé uplatnili tzv. systém encomiend, což znamenalo rozdělování půdy zasloužilým účastníkům protiindiánských tažení i s místními lidmi jako pracovní silou. Tento systém nutil domorodé obyvatele k těžké, vyčerpávající práci, navíc dobytek přivezený z Evropy ničil jejich pole. Spolu se zavlečenými chorobami, proti kterým indiáni neměli žádné potřebné protilátky, vedl k razantnímu úbytku tohoto domorodého obyvatelstva. Hromadné vybíjení indiánů na ostrově se však nikdy neuskutečnilo, docházelo pouze k zabíjení odbojných domorodců. K tomuto účelu (a zároveň jako odstrašující příklad) byli v některých případech používáni velcí lovečtí psi chovaní na Pyrenejském poloostrově pro lov medvědů a vlků – irští chrti. Do roku 1514 proto Španělé při zotročování další nezbytné pracovní síly ovládli většinu ostrova, na kterém začal být masivně chován dobytek a drůbež. Kuba se tak v několika prvních desetiletích po jejím objevení stala důležitou zásobovací základnou pro expanzi do okolních oblastí a měla velký význam např. při dobytí Aztécké říše. Podle ne zcela přesných odhadů v polovině 16. století žilo na ostrově asi 600–700 kolonistů. V jejím čele stál do počátku 17. století guvernér, podléhající do jisté míry španělskému místokráli sídlícímu nejdříve na Hispaniole, potom v Mexiku.

### Ostrov v 16. a 17. století

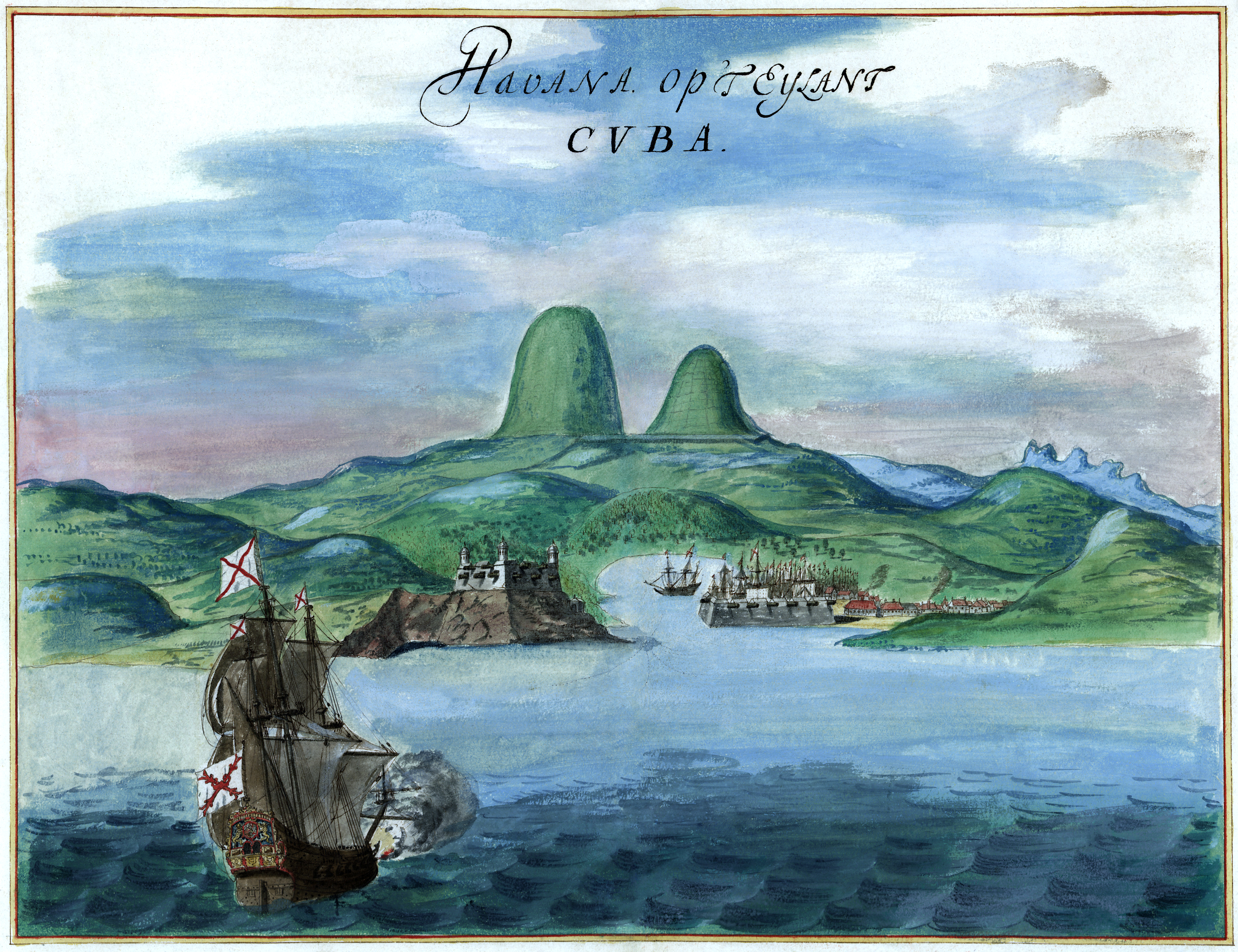
Havanský přístav okolo roku 1639, obraz je připisovaný Johannesu Vingboonsovi

Od 20. let 16. století kolonii ohrožovali piráti z ostatních evropských zemí, zejména Francouzi, kteří pravidelně drancovali její přístavy a roku 1555 dokonce do základů vypálili Havanu. Situaci začalo měnit rozhodnutí španělského krále Filipa II. z roku 1564. Určilo Havanu jako místo, kde se shromažďovaly španělské lodě na nebezpečné cestě do Evropy.
Od té chvíle byl další rozvoj Kuby a zejména jeho pozdějšího hlavního města Havany ještě více spojen s transportem surovin z ostatních španělských kolonií, protože španělské zlato a stříbro bylo převáženo výhradně přes toto město. Soustředila se v něm pravidelně velká flotila lodí (koncem 16. století to bylo někdy více než 100 plavidel), která většinou jednou ročně zamířila do mateřské země. Stále významnější přístav začali od 60. let Španělé důkladně opevňovat a byly v něm také vybudovány zařízení na stavbu a opravy lodí, začal se v něm více rozvíjet obchod.
Téměř po celé první století španělské kolonizace si obyvatelé ostrova, vyjma obyvatel Havany, vydělávali prodejem hovězího masa a kůží skotu. Protože obchod s jinými zeměmi byl zakázán, tak na méně kontrolovaném venkově si lidé své příjmy vylepšovali pašeráctvím těchto surovin, často ve spolupráci s piráty a korzáry. Okolo roku 1576 se v menší míře začalo s pěstováním a zpracováním cukrové třtiny, její produkty ale byly určeny spíše pro domácí spotřebu. Od 60. let 16. století se v okolí Kuby pohybovali holandští piráti a v 80. letech na města v Karibiku útočilo anglické loďstvo pod velením Francise Drakea. I to byl jeden z důvodů rozdělení ostrova v roce 1607 na dvě části. Havanu a okolní oblast od té doby spravoval generální kapitán, větší okrsek, zahrnující zejména východ Kuby, podléhal tzv. „válečnému kapitánovi“ (capitán a guerra) sídlícímu v Santiagu de Cuba. Chudobě velké části ostrova odpovídal i celkový počet obyvatel, podle historika a novináře Richarda Gotta to bylo zhruba 30 000 osob v polovině 17. století. Nejvýznamnější vrstvou tehdejší koloniální společnosti byli vysocí úředníci, důstojníci a katolické duchovenstvo. Níže stáli španělští obchodníci a kreolští podnikatelé. Církev měla také v rukou, v té době nepříliš se rozvíjející, školství.
V roce 1648 skončila v Evropě třicetiletá válka a její důsledky se začaly projevovat i v Americe, kde si svá koloniální panství začaly budovat Anglie s Francií. Tyto země začaly postupně vytlačovat Španělsko i z karibské oblasti. Roku 1665 získali Angličané Jamajku a v roce 1697 Francouzi obsadili Santo Domingo, což byl v té době název pro severní část Hispanioly. Ztrátou těchto území a větším ohrožením ostrova ze strany velmocí přítomných v oblasti se výrazně zvýšila důležitost Kuby pro španělskou vládu. V hospodářské oblasti se během 17. století stával nejdůležitějším výrobkem tabák. Pěstovali ho už původní obyvatelé ostrova, Taínové, ale teprve v této době byly rozeznány kvality místního druhu. Navíc se toto zboží koncem 17. století stávalo čím dál více módní záležitostí. Podle současných odhadů žilo na ostrově na přelomu 16. a 17. století zhruba 120 000–140 000 lidí, důležitou pracovní silou se zde postupně stávali černí otroci, dovážení nejčastěji ze západní Afriky, na konci 17. století jejich počet vzrostl přibližně na 10 000.

### Hospodářský rozvoj v 18. a na počátku 19. století

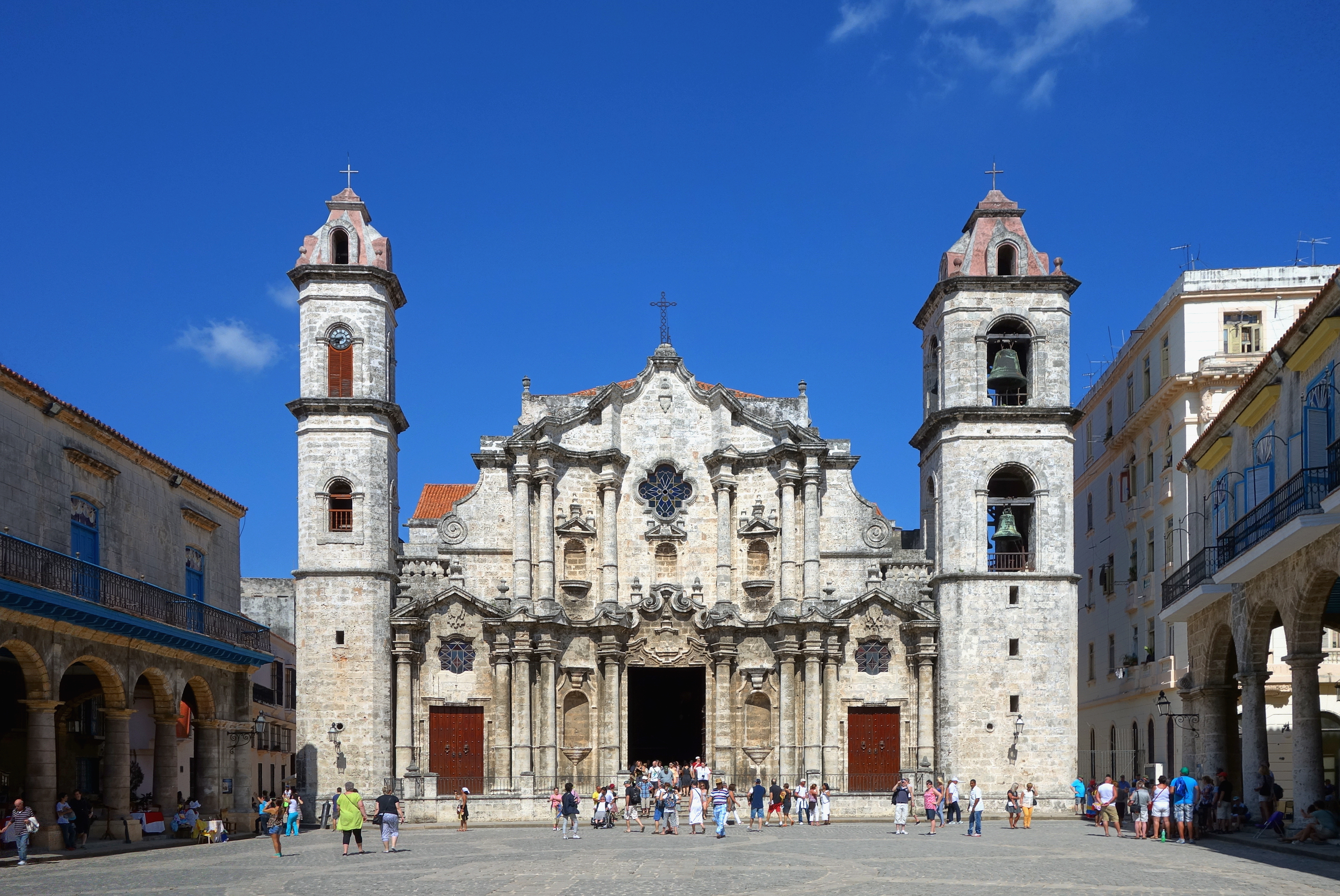
Havanská katedrála Neposkvrněného početí Panny Marie, postavená jezuity v druhé polovině 18. století

Zásadní změnu pro kubánské kolonie znamenala válka o španělské dědictví v letech 1701–1714. Španělské přístavy v Americe byly blokovány Angličany a místní obyvatelstvo muselo hledat jiný zdroj příjmů. Stali se jím angličtí pašeráci a také došlo k dalšímu rozvoji tabákových plantáží, které byly zakládány v mnohem větším počtu.
Ukončení války znamenalo nástup Bourbonů na španělský trůn. Ti se snažili reformovat zejména kubánský obchod a hospodářství. Po roce 1715 byly také provedeny správní reformy, které podřídily samostatnější východní část ostrova generálnímu kapitánovi v Havaně. Dále byl roku 1717 zaveden tabákový monopol, kterým státní úřady ovládly jeho prodej a snažily se zabránit jeho pašování. V roce 1740 společenství obchodníků z Cádizu pomocí královských privilegií ovládla téměř celou přepravu mezi Havanou a Španělskem a roku 1748 získala Havana monopol na vývoz cukru a tabáku z celého ostrova. Následná nespokojenost obyvatel ostatních přístavů a havanských obchodníků je některými historiky považována za jeden z prvních vážnějších problémů mezi metropolí a její kolonií.
Zvyšující se zájem o bohatnoucí Kubu ze strany Velké Británie se projevil v tzv. válce o Jenkinsovo ucho a následné sedmileté válce. Poté, co Britové roku 1762 dobyli Havanu, zrušili všechna na sebe se vztahující obchodní omezení a začali intenzivní výměnu zboží s místní kreolskou komunitou, což vedlo k pozdějšímu posílení jejího sebevědomí ve vztahu ke Španělsku. Po ukončení války a navrácení ostrova zpět do španělských rukou však následovaly další španělské reformy a důsledné posílení jejich zdejší, zejména vojenské, pozice. Postupně byl však uvolňován obchod jak s Brity, tak s ostatními koloniemi a nakonec byl roku 1778 havanský přístav otevřen volnému obchodu.
Ve 40. letech 18. století byla ostrovní ekonomika posílena zvyšujícím se podílem plantáží s cukrovou třtinou, v prvních dvou desetiletích 19. století následovaly kávovníkové plantáže, které ale ve 40. letech 19. století začaly zanikat vlivem brazilské konkurence. Pěstování cukrové třtiny a výroba cukru se tak na přelomu 18. a 19. století stalo stěžejním odvětvím kubánského hospodářství, v roce 1800 bylo na ostrově již 400 cukrovarů. Množství vyrobeného cukru se od poloviny 18. století ztrojnásobilo, roku 1819 se začaly při jeho zpracování používat i parní stroje. Z velké části byla tato klíčová součást ostrovní ekonomiky postavena na levné pracovní síle afrických otroků, kteří v roce 1817 tvořili již 37 % kubánské populace. Rychlý rozvoj tohoto průmyslu vedl dokonce už v roce 1837 ke stavbě železnice, která spojovala třtinové centrum Bejúcal s havanským přístavem.
Koncem 18. století byla velká část kreolských statkářů a intelektuálů ovlivněna evropským osvícenstvím a již rozlišovala mezi zájmy Kuby na jedné straně a zájmy španělské vlády na straně druhé. V této souvislosti byla na ostrově v roce 1793 založena tzv. Sociedad Ecónomica de Amigos del País – Hospodářská společnost přátel vlasti. Mezi její členy patřili nejvýznamnější podnikatelé v cukrovarnictví, hlavním mluvčím této společnosti byl Francisco Arango y Parreño (1765–1837), ekonom a politik hájící právo kreolů na jejich zastoupení v kortesech. Hospodářská společnost přátel vlasti se zaměřovala zejména na zlepšení stavu místního zemědělství, ale také obchodu, těžařství a ostatního průmyslu. Založila první veřejnou knihovnu na Kubě a roku 1794 začala vydávat také první zdejší časopis – Papel Periódico de La Habana (česky Havanské noviny). Z této společnosti se později vyvinulo tzv. reformační hnutí, usilující o rovnoprávnost místních obyvatel se Španěly.

## Hnutí za nezávislost
Války za nezávislost v ostatních španělských koloniích, které trvaly do roku 1824, znamenaly pro část kubánského obyvatelstva, usilujícího o větší nezávislost na Španělsku, určité povzbuzení, avšak silná vojenská posádka na ostrově, dobře fungující královská správa a některé ústupky královských úřadů v ekonomické oblasti jejich snahy o více práv utlumily. Koloniální režim ukončil královský monopol na koupi tabáku a také umožnil svobodný obchod mezi Kubou a ostatními státy, příznivce si získal i dosazováním kreolských politiků do významných úřadů. Např. Francisco Arango y Parreño se stal španělským ministrem kolonií. Ve dvacátých letech 19. století tak docházelo pouze k malým, izolovaným spiknutím a vzpourám, které byly rychle potlačeny. Pozici španělské vlády posilovaly i obavy místních bílých obyvatel z možného černošského povstání po případném vyhlášení nezávislosti.
Ve třicátých letech madridská vláda jen těžko připouštěla kritiku své politiky vůči ostrovu ze strany místních reformistických politiků. Jejich důležitým mluvčím byl novinář José Antonio Saco (1797–1879), usilující o snížení cel pro kubánské zboží, volný obchod se zahraničím a zrovnoprávnění obyvatel ostrova se Španělskem. Zejména za vlády generálního kapitána Miguela Tacóna (1834–1837) byl on a další kreolští představitelé posíláni do vyhnanství a v jen samotné Havaně bylo uvězněno 800 lidí z politických důvodů.

### Vliv černošského obyvatelstva na nezávislost Kuby
Strach z povstání černošského obyvatelstva a jejich společenské postavení, které jim neumožňovalo se zpočátku zapojit do politického života, v konečném důsledku zpomalovalo proces osvobozování Kuby ze španělské nadvlády.
Bohatší kreolové byli závislí na práci otroků a obávali se, že bez španělské pomoci by jejich případnou hromadnou vzpouru na ostrově nezvládli. Počet otroků v kolonii totiž stále stoupal a v roce 1841 tvořil již téměř 45 % obyvatelstva ostrova (všech Afroameričanů, včetně těch svobodných bylo na ostrově 58 %). Podle profesora Josefa Opatrného dosáhl počet obyvatel afrického původu na ostrově 58% před polovinou 40. let 18. století.
Příkladem pro případnou vzpouru otroků mohlo být jejich rozsáhlé povstání na Hispaniole pod vedením Toussainta Louverture z přelomu 18. a 19. století. Na Kubě, po několika drobných černošských rebeliích v 18. století, následovaly již organizovanější, první v roce 1795, vedená Nicolásem Moralesem, a později další, vedená roku 1812 José Antonio Apontem. Obě byly předčasně vyzrazeny a rychle potlačeny. Mnohem rozsáhlejší bylo tzv. Žebříkové spiknutí, španělsky Conspiración de la Escalera v roce 1843. Povstání bylo tvrdě potlačeno, koloniální úřady nechaly 78 účastníků v roce 1844 popravit a stovky dalších musely opustit ostrov, mnozí jiní byli vězněni nebo mučeni. Právě kvůli krutému mučení zadržených rebelů přivázaných k žebříkům dostala vzpoura svůj název. Všechny tyto události vedly místní bělošské obyvatelstvo k dočasnému potlačení myšlenek na případnou emancipaci otroků. Vlivný kritik španělské vlády, novinář José Antonio Saco, sice ve 30. letech odmítal otrockou práci, která by se podle něj dala nahradit mimo jiné modernějšími technologiemi, ale výraznější zapojení Afroameričanů do politického života na Kubě pro něj nebylo žádoucí. Jeho myšlenky překonal zbouráním bariéry mezi oběma rasami na ostrově hlavně José Martí zhruba o půlstoletí později.

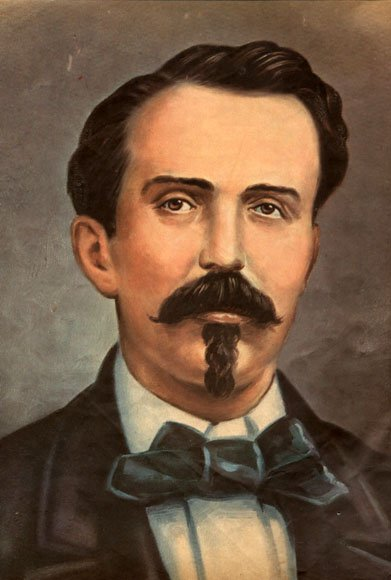
Carlos Manuel de Céspedes zahájil v říjnu 1868 boje za kubánskou nezávislost. Roku 1874 byl Španěly zajat a popraven.

### Politický vývoj od 40. let 19. století
Ve 40. letech vzniklo na ostrově mezi stoupenci ostrovní nezávislosti tzv. anexionistické hnutí. Jeho členové si uvědomovali ekonomickou závislost na Spojených státech amerických a jejich část také tlak Velké Británie na zrušení otroctví, zdroje levné pracovní síly pro třtinové plantáže. Tito politici hledali ochranu a inspiraci v jižní, otrokářské části Spojených států. Další část viděla vzor v prosperujícím americkému severu. Společným cílem obou bylo připojení k USA. Plán výsadku z americké pevniny, které část tohoto hnutí vypracovalo, však skončil nezdarem a jeho vůdce Narciso López byl roku 1851 popraven. Stoupenci spojení s USA byli aktivní v průběhu celé první poloviny 50. let, kdy mohli počítat i s větší podporou samotných Spojených států. Plán na odkoupení Kuby Američany však nevyšel a neúspěchem skončilo i spiknutí Ramóna Pinta, nového vůdce hnutí, který byl roku 1855, stejně jako López, popraven zardoušením.
V 60. letech 19. století se kreolští Kubánci a jejich politici usilující o větší zrovnoprávnění se španělskými vládci sdružili do Reformistické strany. Její představitelé sdružení kolem časopisu El Siglo požadovali pro kubánské obyvatele stejná práva, která měli lidé ve Španělsku, dále např. svobodu tisku a postupné vyřešení otázky otroctví, které by nemělo poškodit jejich majitele. Reformističtí představitelé později zasedli ke stolu spolu s koloniálními úředníky, jednání s neústupnými Španěly však v roce 1867 skončila velkým neúspěchem.
V polovině srpna 1867 vznikla v Bayamu tajná organizace, která požadovala úplnou nezávislost Kuby. Mezi její členy patřili hlavně bohatí majitelé třtinových plantáží a příslušníci střední třídy, jedním z jejích vůdců byl i právník Carlos Manuel de Céspedes. Po roce příprav vyhlásil právě on 10. října 1868 cíle povstalců a deklaroval neochotu Španělska přiznat Kubáncům základní politická práva spojené s ekonomickým vykořisťováním obyvatel ostrova. Tím začala válka za nezávislost.

## Boje za nezávislost

### Desetiletá válka a následný vývoj
Pro první válečný konflikt, tzv. desetiletou válku (1868–1878), byly typické rozpory mezi povstalci. Radikálnější střední třída usilovala o co nejrychlejší zrušení otroctví, zatímco plantážnická aristokracie byla pro pozdější vyřešení problému. Po počátečních úspěších a rychlém rozšiřování povstání byli kubánští bojovníci, v důsledku zejména špatné výzbroje, na počátku roku 1869 poraženi a vytlačeni z Bayma. Španělské ozbrojené síly navíc proti stoupencům nezávislosti rozpoutali teror (vraždění politických odpůrců, věznění bez soudních řízení), který ale proti očekávání kolonizátorů spíše řady jejich nepřátel rozšiřoval. I když se povstání rozšířilo v únoru 1869 do provincie Las Villas, po zbytek války ovládali vojáci bojující za nezávislost hlavně východní část ostrova. Tu Španělé od svého území postupně oddělili 50 km dlouhou obrannou linií přes kterou povstalci pod vedením Antonia Macei a Máxima Gómeze jen obtížně pronikali. Museli se tedy nakonec uchýlit k partyzánskému způsobu boje. Válka i v důsledku vnitřních problémů mezi stoupenci nezávislosti uvízla na mrtvém bodě a byla vyřešena kompromisním mírem v únoru 1878, zvaným pakt ze Zanjónu, podle kterého Kubánci získali částečnou autonomii.
Součástí mírové smlouvy byla i amnestie a svoboda pro otroky bojující na straně povstalců – spolu s celkovým poklesem stavu černošského obyvatelstva na ostrově to vedlo roku 1886 ke zrušení otroctví. V hospodářské oblasti došlo k propojení kubánské ekonomiky s ekonomikou Spojených států, když např. narůstal zájem Američanů odkupovat cukr spíše v surovém stavu. Politická situace byla stále poměrně napjatá, projevilo se to roku 1879 tzv. maličkou válkou, charakterizovanou bojem menší části rebelů proti mnohonásobné španělské přesile, která své nepřátele během roku 1880 porazila. Velká část Kubánců však po zkušenostech z minulé války nechtěla v této době dospět k nezávislosti Kuby násilím. Politici na ostrově se v 80. letech soustředili spíše na zakládání politických stran, postupně se zde také sjednocovalo dělnické hnutí.

### Obnovení boje

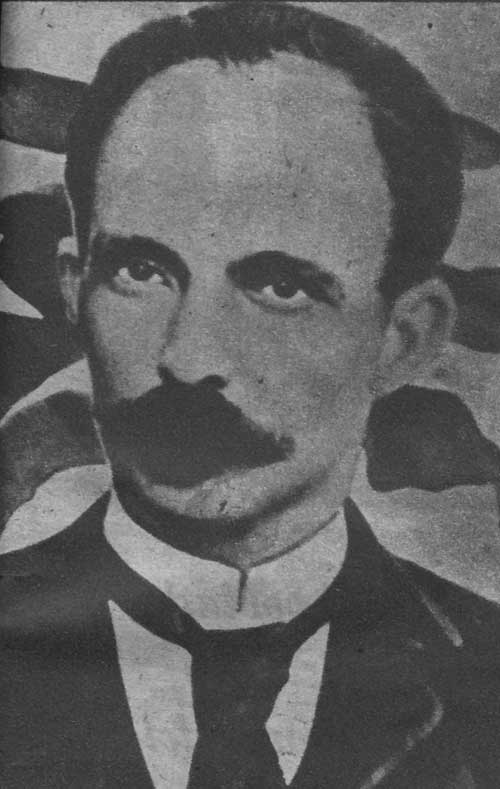
Kubánský politik a spisovatel José Martí, jeden ze zakladatelů moderního kubánského národa, muž který inspiruje svůj národ dodnes

Nespokojenost s koloniálním režimem postupně narůstala. Kubánským obyvatelům vadilo např. velmi omezené volební právo, špatná situace ve školství a úplatnost úřadů. Nový impuls boji za nezávislost dodal kubánský básník a politik José Martí (1853–1895), žijící v americkém exilu. Prosazoval myšlenku „Hispánské Ameriky“, která se musí ubránit konkurenci anglosaské Ameriky (hlavně USA) v oblasti kulturní, politické i ekonomické. Velký ohlas vzbudily i jeho názory na rasovou rovnoprávnost. Svými myšlenkami inspiroval mnoho příslušníků svého národa, populární byl zejména mezi dělníky, velkou podporu získal i v Latinské Americe. Martímu se podařilo sjednotit kubánské politiky žijící v exilu a v roce 1892 založil Kubánskou revoluční stranu – Partido Revolucionario Cubano, která postupně organizovala přípravy pro obnovení bojů za nezávislost. Vztahy mezi obyvateli ostrova a španělskými úřady zhoršila ekonomická krize v polovině 90. let, způsobená snahou madridské vlády omezit obchod se Spojenými státy.
V únoru 1895 se povstalecké jednotky pod velením Josého Martího a již osvědčených velitelů Antonia Macei a Máximo Gómeze vylodily na Kubě a obnovily boje. Ačkoli Martí 20. května padl, povstalcům se podařilo získávat další pozice na celém ostrově a způsobit koloniální správě velké problémy, když ničením průmyslu a plantáží ochromili ekonomiku ostrova. Během války Španělé velmi tvrdě postupovali proti domácímu vesnickému obyvatelstvu, které povstalcům poskytovalo podporu. To bylo násilně přesídlováno do „koncentračních táborů“, kde tisíce lidí hlavně v důsledku nedostatku potravin zemřelo. Tato španělská opatření a narušení svých obchodů s Kubou donutily Spojené státy americké uvažovat o intervenci. Madridská vláda na to reagovala roku 1897 vyhlášením kubánské autonomie, kterou však představitelé povstalců rozhodně odmítli. Američané, kteří už v té době byli rozhodnuti získat nad Kubou celkovou kontrolu, dostali další argument pro invazi po výbuchu svého křižníku Maine před Havanou 17. února 1898. Ultimátum USA z dubna 1898, které požadovalo zastavení všech válečných akcí španělských jednotek na ostrově, by pomohlo válku vyhrát hnutí za osvobození, a Španělé ho nemohli přijmout. V následné španělsko-americké válce utrpělo Španělsko velkou porážku a bylo nuceno Pařížskou mírovou smlouvou (1898) Kubu postoupit do správy Spojeným státům americkým.

### Okupace Spojenými státy americkými
Vztahy mezi zástupci americké vlády a kubánskými politiky od začátku nebyly dobré. Okupační správa se na jednu stranu snažila vylepšit ostrovní školství (většinu populace tvořili analfabeti), zdravotnictví a vybudovat státní správu, do které zapojovala od začátku místní představitele. Cílem Američanů bylo ale také postupně ovládnout alespoň část zdejší ekonomiky a připoutat ji k vlastnímu hospodářství. V roce 1900 byly v zemi uspořádány volby, ve kterých zvítězily strany, jež nebyly nakloněny další spolupráci s USA. Ale kubánští představitelé, pokud chtěli ukončit pobyt okupační armády, neměli jinou možnost než budoucí podmínky Spojených států přijmout.
K formálnímu podřízení Kuby sloužil USA tzv. Plattův dodatek – dokument, který se stal součástí vznikající kubánsko-americké smlouvy a také kubánské ústavy. Pojmenován byl po jeho navrhovateli americkém republikánském senátoru Orvillu Plattovi. Spojeným státům umožňoval kontrolovat do jisté míry kubánskou zahraniční politiku a prosazovat jejich ekonomické zájmy na ostrově. Součástí dodatku bylo i právo na vybudování vojenské základny na Kubě. Po podepsání dohody se 20. května 1902 Kuba stala samostatným státem a pobyt americké armády zde oficiálně skončil. Prvním prezidentem se stal Tomás Estrada Palma, politik známý svým dobrým vztahem ke Spojeným státům. V letech 1906–1909, 1912 a 1917–1922 následovaly další tři americké vojenské intervence.

## Kubánská republika

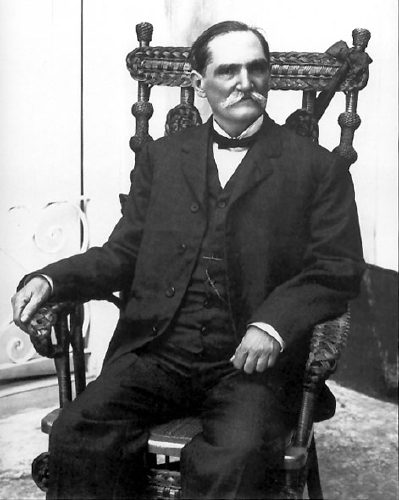
Tomás Estrada Palma, první prezident Kubánské republiky

V roce 1903 Spojené státy potvrdily svůj vliv na ostrov uzavřením hospodářské dohody, která v jejich prospěch upravovala cla na vyvážený cukr. Ekonomika ostrova jim byla podřízena i v jiných oblastech. Na počátku 20. století byla ve vlastnictví amerických majitelů třetina všech nejmodernějších cukrovarů včetně jediné místní rafinérie cukru, železniční doprava ve východní části ostrova a dále např. městská veřejná doprava v Havaně. Roku 1903 byla také podepsána smlouva, na jejímž základě byla v budoucnu na Kubě vystavena americká vojenská základna Guantánamo. Nestabilita nově vzniklé republiky si celkem třikrát vyžádala zásah americké armády.
Podstatou sporů kubánských politických stran byl zpočátku konflikt mezi liberály se silnými pozicemi v regionech, hlásajícími alespoň částečné vymanění z vlivu USA a konzervativci. Ti se soustředili hlavně v Havaně a patřilo mezi ně mnoho stoupenců dřívější spolupráce se Španělskem. V prezidentských volbách roku 1906 se rozhodovalo mezi Partido Moderado (Umírněnou stranou) s kandidátem Estrada Palmou a Partido Liberal (Liberální stranou), která nominovala José Miguela Gómeze na úřad prezidenta a Alfreda Zayase jako případného viceprezidenta. Volební podvody Estradových příznivců a napjatá politická atmosféra nakonec vedly k bojkotu voleb liberály a zvolení Estrady Palmy. Následné ozbrojené povstání liberálů ukončilo vládu Umírněné strany. Na chaotickou situaci v zemi, která se ocitla bez vlády, reagovaly Spojené státy vojenským zásahem. V letech 1906–1909 pak řídil Kubu americký guvernér Charles Magoon, za jehož působení došlo k budování kubánské armády a vylepšení volebního systému.
Během následné vlády prezidenta José Gómeze (1909–1913) došlo roku 1912 k černošskému povstání, které kubánské vojsko brutálním způsobem potlačilo (3000 mrtvých Afroameričanů). Důvodem povstání byla hlavně diskriminace černochů v armádě a státní správě spolu s omezeným volebním právem pro tuto skupinu obyvatel. Marío García Menocal, konzervativní politik, jež byl prezidentem od roku 1913 do roku 1921 pokračoval v politice intenzivní spolupráce s USA. V době jeho působení došlo k hospodářské konjunktuře, způsobené růstem cen cukru v souvislosti s první světovou válkou. Volební vítězství Menocala roku 1917 bylo podle některých historiků zfalšované a vyvolalo opět ozbrojenou revoltu liberálů pod vedením José Gómeze a Alfreda Zayase. Spojené státy se během konfliktu postavily na stranu stávajícího prezidenta a provedli na ostrově již třetí výsadek své námořní pěchoty, úkolem armády bylo hlavně ochránit majetek amerických občanů. I tímto způsobem však USA umožnily Menocalovi povstání tvrdě potlačit. V tom samém roce proběhla na Kubě generální stávka za zvýšené mzdy, které musela nakonec Menocalova vláda ustoupit a akceptovat požadavky stávkujících. Sjednocení dělnických odborů v té době a napojení jejich části na levicové myšlenky mělo velký vliv na pozdější vývoj událostí v kubánské společnosti. V době, kdy stál v jejím čele Alfredo Zayas (1921–1924) prodělala země hospodářskou krizi, na jejímž řešení se poskytnutím úvěru podílely Spojené státy.

### Diktatura a nástup Fulgencia Batisty

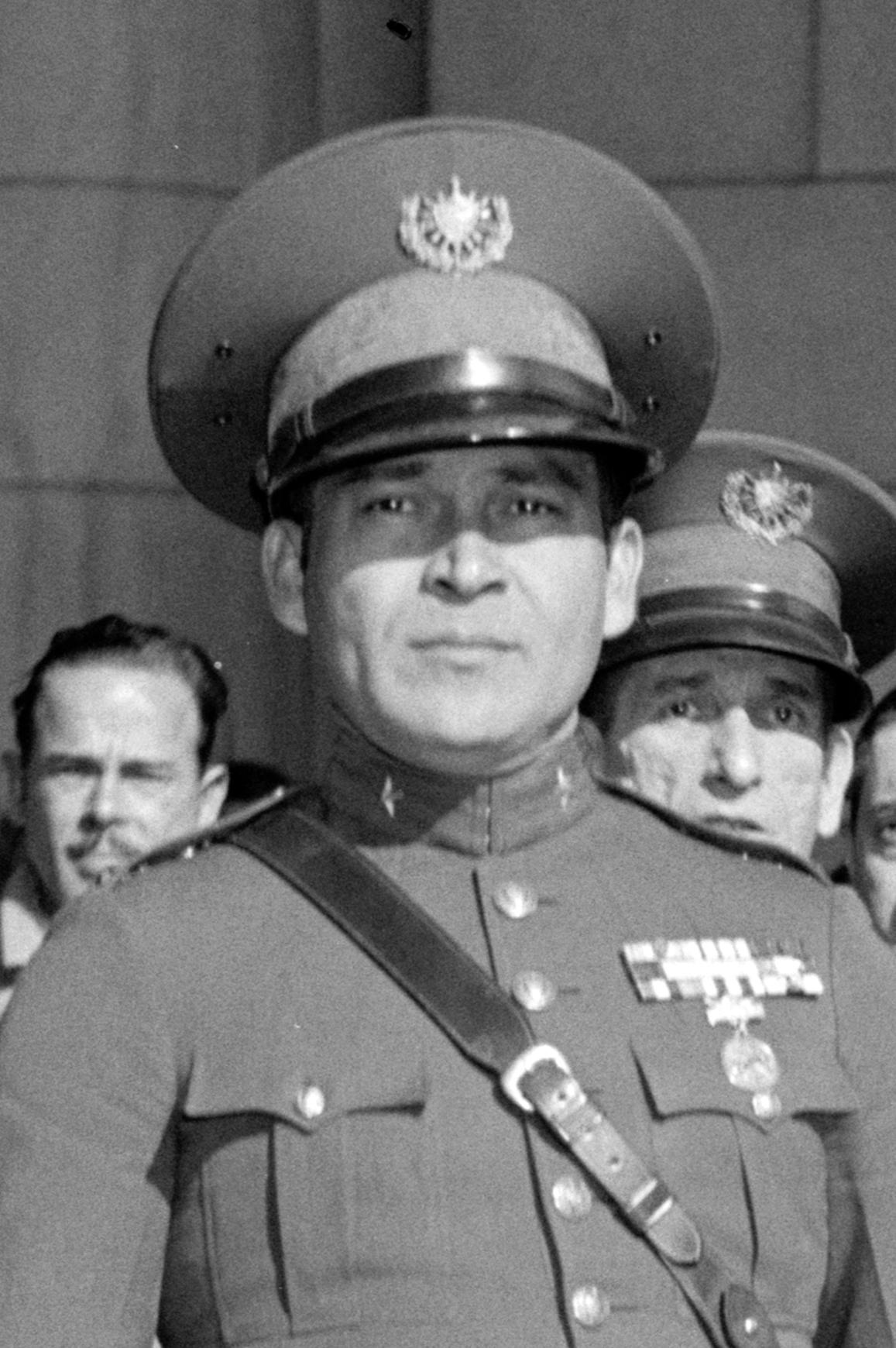
Fulgencio Batista v roce 1938

Roku 1925 nastoupil do úřadu prezidenta generál Gerardo Machado, jehož režim se stal postupně diktaturou a dostal po něm jméno – Machadado. Jeho původní program hospodářské obnovy byl brzy doplněn tvrdým postupem vůči opozici. V reakci na Machadovu změnu ústavy z roku 1928, která prodloužila jeho funkční období a zvýšila jeho pravomoci, se proti němu postavili pravicoví politici, studentské organizace i dělnická hnutí. Situace v zemi se zhoršila po Velké hospodářské krizi v roce 1929, kdy o práci přišla více než čtvrtina zaměstnanců. Navzdory policejnímu teroru (zejména vraždění politických odpůrců) opozice v zemi sílila a hrozila zde občanská válka. Machado ale ztrácel podporu vládních vojsk a přestaly ho podporovat i Spojené státy, které se za prezidenta Franklina Delana Roosevelta snažily zlepšit svou politiku vůči Latinské Americe. Proto se diktátor v srpnu 1933 musel vzdát moci a Kubu opustil. Viz též kubánská revoluce 1933.
Ve vzniklém bezvládí se moci postupně ujal seržant Fulgencio Batista (1901–1973). Ten své postavení na přelomu let 1933–1934 upevnil čistkou v armádě a také dosazením politicky spřízněného plukovníka Carlose Mendiety do úřadu prezidenta republiky. Velmi mu také pomohla jeho zahraniční politika od začátku orientovaná na USA. Brzy se projevil jako populista a demagog, který si ovšem dokázal získat náklonnost běžných lidí. Po odstoupení Mendiety v roce 1935 řídil stát pomocí jemu naprosto oddaných prezidentů, z nichž žádný neměl skutečné pravomoci. On sám se do čela státu nechal zvolit až v roce 1940. Jako zpočátku populární politik v tom samém roce například prosadil pro Kubu pokrokovou ústavu, která mimo jiné garantovala všechna práva ženám, zavedla osmihodinovou pracovní dobu pro dělníky s celkovou délkou pracovního týdne 44 hodin a přiznala jim právo na měsíční placenou dovolenou. V roce 1944 se z kubánské politiky stáhl, ale na přelomu 40. a 50. let už byl ve spojení s částí vojenského velení, aby si připravil půdu pro svůj případný návrat.
Na ostrově mezitím od roku 1944 vládli tzv. Auténticos – Opravdová Kubánská revoluční strana, která násilně postupovala proti komunistům a členům odborů. Jejím největším oponentem byla tzv. Ortodoxní strana kubánského lidu – Partido del Pueblo Cubano – Ortodoxo (zkráceně Partido Ortodoxo, tedy Ortodoxní strana), kritizující zejména rozsáhlou vládní korupci. Pravděpodobné vítězství kandidáta této strany ve volbách roku 1952 Roberta Agramonteho, překazil převrat Fulgencio Batisty, který se za pomoci některých důstojníků kubánské armády opět chopil moci. Počáteční popularitu si získal odsouzením úplatkářství předchozího vedení země a tolerancí opozice. Kritiku části politiků si ale vysloužil zrušením ústavy z roku 1940. Jedním z Batistových oponentů byl i právník Fidel Castro (nar. 1926), který se výrazně podílel v lednu 1953 na založení organizace zvané Hnutí mládeže století. K tomuto sdružení patřili hlavně mladí lidé ze středních vrstev, napojení na Ortodoxní stranu. V protikladu k Batistovu režimu, úzce propojenému s USA, usilovali o skutečně nezávislou Kubu a inspirovaní José Martím se rozhodli násilně svrhnout nového diktátora.

## Hnutí 26. července a kubánská revoluce

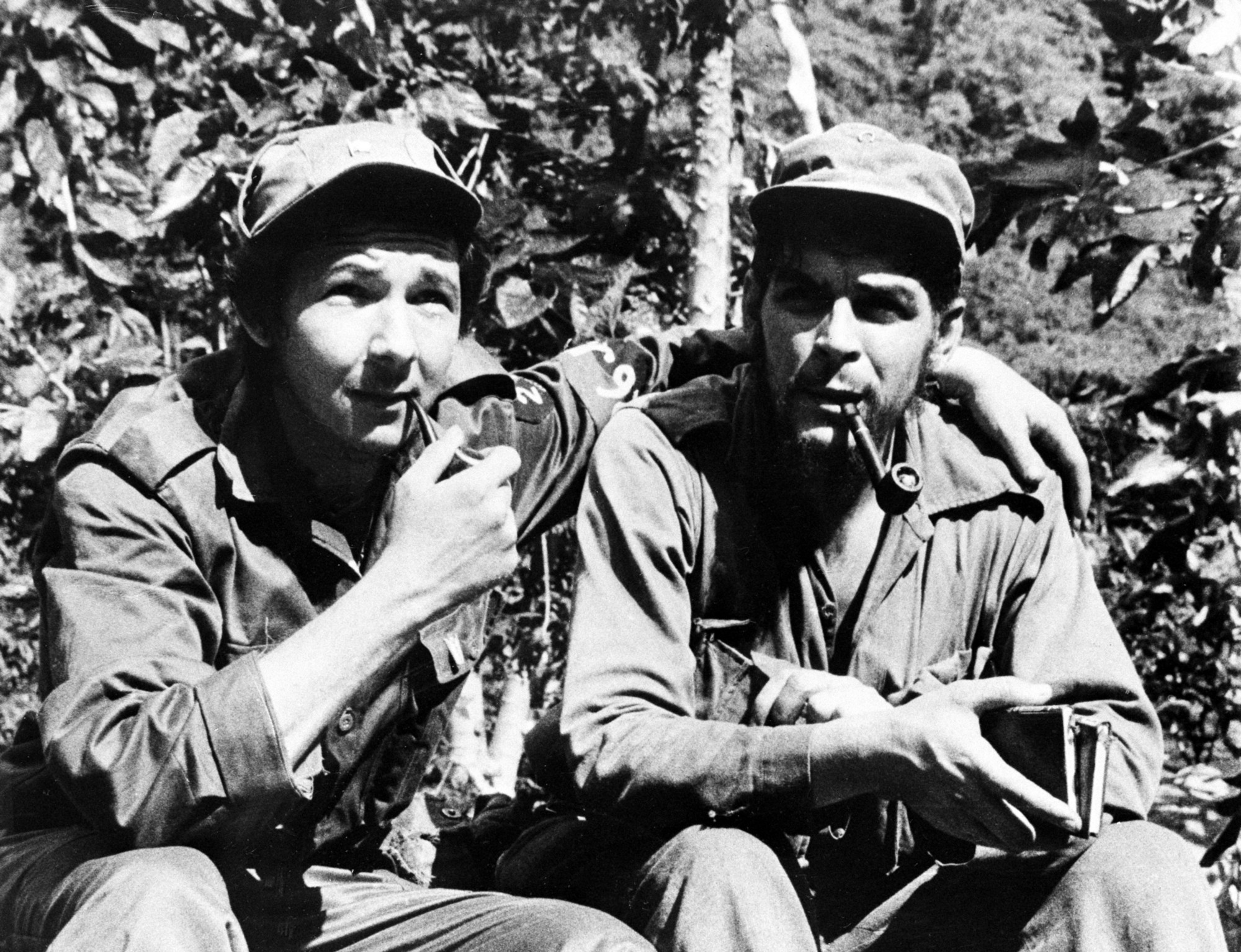
Raúl Castro a Ernesto Che Guevara v horské tvrzi během kubánské revoluce (1958)

26. července 1953 byla podniknuta ozbrojená akce s cílem zlikvidovat Batistovu vládu, když 200 členů Hnutí mládeže století pod velením Fidela Castra zaútočilo na kasárna Moncada v Santiagu de Cuba a na vojenskou posádku v Bayamu. Obsadit pevnost Moncada a ani kasárna v Bayamu se jim však nepodařilo a 68 zajatých povstalců bylo ten samý den vládními vojáky zastřeleno. Velká část dalších, mezi nimi i Castro, byla zatčena a uvězněna. Během soudního přelíčení zveřejnil Fidel Castro své politické požadavky. Jeho cílem bylo obnovení ústavy z roku 1940, rozdělení části půdy mezi drobné zemědělce, získání podílu na zisku podniků pro dělníky, rolníky a ostatní zaměstnance a dále zabavení korupcí získaného majetku. Po amnestii v polovině roku 1955 přejmenovali propuštění útočníci na kasárna Moncada své Hnutí mládeže století na Hnutí 26. července (Movimiento 26 de Julio). Část z nich se odebrala následně do mexického exilu, kde uzavřeli spojenectví s opoziční organizací studentů havanské univerzity – tzv. Revolučním direktoriem.
V prosinci roku 1956 se 82 členů sdružení pod velením Fidela Castra vylodilo na Kubě a začalo vést proti Batistovu režimu v pohoří Sierra Maestra partyzánskou válku. Postupně se mohli opřít o podporu a zásobování městských poboček svého sdružení. Po počátečních neúspěších se začalo zvětšovat jimi kontrolované území. Zde povstalci získávali svým socialistickým programem na svou stranu velkou část místních obyvatel, nespokojených s krutou a zkorumpovanou Batistovou vládou. Ten v průběhu svého působení v úřadu posílil ozbrojené složky svého režimu, zejména tajnou polici, které po dobu jeho vlády zavraždily dohromady zhruba 20 000 lidí. V březnu roku 1957 se bojovníky ze Sierra Maestry rozhodli podpořit studenti z Revolučního direktoria útokem na Batistův palác, místní vládní jednotky je však zmasakrovaly. Během první poloviny roku 1958 se ukázalo, že Batistova vojska, vybavená nejmodernější technikou, nedokážou, v čele s neschopnými veliteli, čelit hůře vyzbrojeným, ale v horském prostředí dobře manévrujícím povstalcům. Po úspěšném přenesení partyzánské války v srpnu 1958 do ostatních provincií došlo na ostrově v říjnu téhož roku k celonárodnímu povstání. 2. ledna 1959 revolucionáři obsadili Havanu a boje skončily jejich vítězstvím, Batista opustil zemi již v noci na 1. ledna.

### Formování komunistického režimu
Po Batistově pádu se snažila zemi řídit vláda prozatímního prezidenta Manuela Urrutii, ale protože Fidel Castro ovládal armádu, tak to byl právě on, kdo měl v rukou skutečnou moc. Jeho vliv byl potvrzen v únoru 1959, kdy se stal ministerským předsedou. Jeho cílem nebylo v zemi zavést prvky parlamentní demokracie, ale veškerou moc koncentrovat do rukou své vlády. Zákonem o agrární reformě z května téhož roku, která rozdělila velkou část soukromé půdy drobným rolníkům, se jeho země začínala přiklánět k socialismu. Pozemková reforma přispěla ke zhoršení vztahů se Spojenými státy, a napjaté vztahy mezi oběma státy se ještě více zhoršily, když USA v polovině roku 1960 odmítly koupit nasmlouvané dodávky cukru. Kuba na to v srpnu reagovala znárodněním amerických cukrovarů, rafinérií a dalšího velkého majetku. Mezitím již ale v únoru téhož roku byla podepsána smlouva o rozsáhlé hospodářské spolupráci se Sovětským svazem. V celkovém vymaňování se z vlivu USA, podle některých historiků i vinou necitlivého amerického přístupu, se Kuba roku 1960 dostala definitivně do komunistického tábora a v zahraniční politice se orientovala hlavně na Sovětský svaz.
Jedním z úspěchů nové vlády byla práce na rychlém odstraňování nevzdělanosti kubánského obyvatelstva, podle Richarda Gotta zde před kubánskou revolucí bylo až 40 % analfabetů. V rámci této kampaně 100 000 učitelů, z řad studentů středních a vysokých škol, dokázalo naučit za jediný rok 1961 více než milion lidí číst a psát. Ten samý rok Kubánci postavili 3000 škol a začali vylepšovat celý školský systém. Jiný názor na odstraňování negramotnosti na Kubě má práce Kirbyho Smithe a Hugo Llorense, kteří v ní s využitím statistik OSN uvádějí, že míra gramotnosti na ostrově byla před nástupem Castrovy vlády vyšší (76 % v letech 1950–1953). Snižují také hodnotu úspěchů nové vlády i s poukazem na to, že ještě v roce 1995 neuměly číst a psát 4 % kubánské populace.

## Socialistické období

### Konflikt s USA
V reakci na znárodňování kubánského průmyslu a omezování pozemkového vlastnictví (obojí bylo z velké části v americkém vlastnictví), odvolaly nakonec USA v říjnu 1960 z ostrova svého velvyslance a na počátku roku 1961 přerušily diplomatické vztahy s Havanou. Rozhodly se řešit nastávající konflikt silou, ale aby se nezhoršily jejich vztahy s ostatními zeměmi, daly přednost tajné operaci CIA bez oficiální účasti armády. Následné vylodění v Zátoce sviní bylo ale špatně naplánováno a v důsledku jen částečné podpory americké vlády operace skončila neúspěchem. Celá akce ještě více zhoršila vztahy obou zemí a posílila Castrovu pozici na ostrově. Kubánský předseda vlády využil situace a ještě více centralizoval stranický systém na ostrově, když Hnutí 26. července a další dvě strany sloučil v červenci 1961 do tzv. Sjednocených revolučních organizací (ORI). Poté se upevnily i vazby mezi kubánským vůdcem a vedením Sovětského svazu. USA prostředenictvím CIA vedle invaze v zátoce Sviní prováděla řadu dalších tajných operací s cílem destabilizovat režim a odstranit Castra (například: operace 40, operace Petr Pan, operace Mongoose).
Sovětská vláda se v květnu 1962 v rámce soupeření s USA během studené války rozhodla výrazněji posílit své vojenské postavení v Karibiku. Výstavbu jejich raketových základen odhalili Američané v říjnu téhož roku a americký prezident Kennedy na to reagoval námořní blokádou ostrova. Ve vyhrocené situaci studené války, kdy se svět ocitl na pokraji jaderné katastrofy se obě velmoci nakonec dohodly. Výsledný kompromis znamenal uznání Castrovy vlády ze strany Spojených států a odstranění sovětských raketových základen. Z celého jednání a výsledné dohody byla zcela vynechána kubánská vláda, která se svými radikálními postoji snažila celou krizi spíše vyhrotit a cítila se být výsledným sovětským postojem poškozena. Fidel Castro svůj nesouhlas s dohodou zopakoval i na jednání v Moskvě s Nikitou Chruščovem v květnu 1963, to ale nezabránilo uzavření smluv o prohloubení sovětské pomoci Kubě v ekonomické oblasti.

### Kuba v letech 1962–1989
Mírné zhoršení vztahů s moskevskou vládou, které se ovšem neprojevilo v hospodářské oblasti, trvalo až do konce 60. let. Svou roli v tomto dočasném zhoršení sehrál i částečný nesouhlas Sovětského svazu s politikou tzv. vývozu revoluce spojené s kubánským vůdcem Ernesto Che Guevarou zabitým v roce 1967 v Bolívii. Fidel Castro v 60. letech pokračoval ve své autoritativní politice, připravený tvrdě potlačit jakýkoli nesouhlas se svými názory. Aby posílil svou pozici, tak direktivním způsobem završil proces stranické centralizace, když roce 1965 přejmenoval Jednotnou stranu socialistické revoluce (nástupkyni ORI) na Komunistickou stranu Kuby. Roku 1968 byla zcela omezena tvůrčí svoboda a roku 1971 byly uzavřeny hranice, aby se tak zabránilo kubánským obyvatelům opustit jejich ostrov. V polovině 70. let se s Kubou pokusily zlepšit vztahy Spojené státy. Jednání, vzniklá z podnětu amerického ministra zahraničí Henryho Kissingera však ztroskotala v roce 1976 v důsledku výrazné vojenské angažovanosti Castrovy vlády během Angolské občanské války. Účast několika tisíc kubánských vojáků v tomto konfliktu na přelomu let 1975–1976 totiž Američané nemohli přijmout. Celková pozice Castrova režimu zůstávala na přelomu 70. a 80. let poměrně silná, zčásti i proto že umožňoval i velkým skupinám svých odpůrců v určitých obdobích Kubu opustit. Bylo to především v situacích, kdy mu odchod členů opozice zajišťoval uvolnění napjaté situace na ostrově. Nejvýrazněji se tak stalo mezi dubnem a říjnem 1980, kdy přibližně 125 000 obyvatel ostrova odplulo z přístavu Mariel do Spojených států.
Hospodářskou situaci v zemi v druhé polovině 60. let komplikovala obchodní blokáda a Castrovy ekonomické experimenty, jako například snaha zredukovat výplatu mezd a více se spoléhat na dobrovolnou práci zaměstnanců. Pokračovala ekonomická spolupráce se Sověty, která byla potvrzena vstupem Kuby do RVHP roku 1972. Plánovaná modernizace kubánského průmyslu se podařila jen částečně, hlavním zdrojem příjmů zůstával i v 70. letech zejména cukr, v menší míře tabák a těžba niklu.
Důležitou událostí v rámci vnitřní politiky režimu byl v roce 1989 soudní proces s generálem Arnaldem Ochoou a dalšími vysokými funkcionáři, kteří byli obviněni z pašování drog a korupce. V červenci 1989 byl Ochoa spolu se třemi dalšími obviněnými na základě rozhodnutí soudu zastřelen. Generál Ochoa byl členem ústředního výboru komunistické strany a jeho význam podtrhuje i fakt, že se o něm dříve občas hovořilo jako o možném nástupci Fidela Castra. Podle historika Vladimíra Nálevky se nedá zcela vyloučit, že do obchodu s drogami byl z politických důvodů zapleten i sám kubánský prezident a poprava tohoto vysokého důstojníka měla možná i zastrašit opozici ve velení kubánské armády. S tím nesouhlasí ve své knize Richard Gott, když poukazuje na jinak vysokou úroveň morálky vedoucích kubánských politiků v těchto záležitostech. Kubánská veřejnost byla celou kauzou, v historii režimu výjimečnou, zaskočena.

### Po rozpadu Sovětského svazu

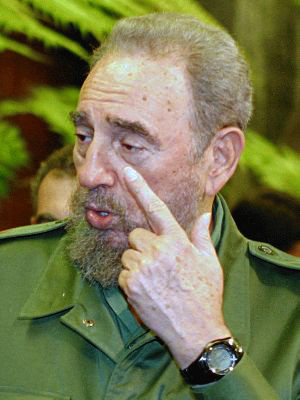
Fidel Castro na snímku z roku 2003

V roce 1989 hospodářsky upadající Sovětský svaz výrazně snížil své velmocenské ambice a zredukoval svou pomoc Kubě, do roku 1993 ji nástupnické Rusko téměř úplně zastavilo. Hlavním problémem byla pro ostrov ztráta dodávek ruské ropy, která měla zničující účinek na kubánský průmysl. Na počátku 90. let docházelo denně k několikahodinovému vypínání elektrického proudu, v důsledku nedostatku pohonných hmot klesla zemědělská produktivita a byl i nedostatek spotřebního zboží. Vlivem špatné hospodářské situace musel kubánský režim v některých oblastech přijmout prvky tržního hospodářství, týkalo se to zejména turismu, byl také přijat dolar jako druhá měna. Od roku 1993 byla také zřizována zemědělská družstva. Na rozdíl od starších státních statků o sobě mohla mnohem více rozhodovat, například vlastnit své produkty, volit vedení, kontrolovat své účty, na trh se také mohli navrátit soukromí rolníci. Komunistická podstata represivního režimu však zůstávala nezměněna.
Součástí změn v Castrově politice bylo i zlepšení zahraničních vztahů s Evropskou unií a některými ostatními zeměmi jako například Španělskem. Spojené státy však ještě více přitvrdily ve vztahu ke Kubě, když přijaly v roce 1996 tzv. Helms-Burtonův zákon, zesilující ekonomické sankce proti ostrovu. Na počátku 90. let kubánská vláda zmírnila svůj postoj k církvím, když např. umožnila věřícím členství v komunistické straně, v roce 1998 pak dokonce ostrov navštívil papež Jan Pavel II, který zde americké snahy izolovat Kubu kritizoval.

### Kuba po roce 1999
Pokud se nebudou brát do úvahy částečné změny v ekonomické oblasti, život na Kubě se v prvních devíti letech nového tisíciletí příliš nezměnil. Režim Fidela Castra byl od konce 60. let vždy připraven potlačit jakoukoli názorovou opozici, stalo se tak například i v roce 1999, kdy byli zatčeni někteří její příslušníci, nejznámější z nich byl Vladimiro Roca. Za dokument, který kritizoval ekonomickou politiku vlády, byl on a několik dalších členů jeho skupiny odsouzen k několika letům vězení. V roce 2003 bylo zatčeno dalších 75 členů opozice. Představitelé Kuby jsou mezinárodními organizacemi i státy západní Evropy na základě těchto a dalších skutečností stále obviňováni z porušování lidských práv. Kubánská vláda naopak na svoji obhajobu vyzdvihuje bezplatnost lékařské péče, vzdělání, v některých případech i ubytování a základních potravin. Popírá i existenci politických vězňů. Někteří zkušení zahraniční pozorovatelé a historici přesto popisují v posledním desetiletí určité zklamání a ztrátu iluzí velké části kubánského lidu, který pochybuje o správnosti některých původních cílů Kubánské komunistické strany, založených na sociální rovnosti obyvatel ostrova.

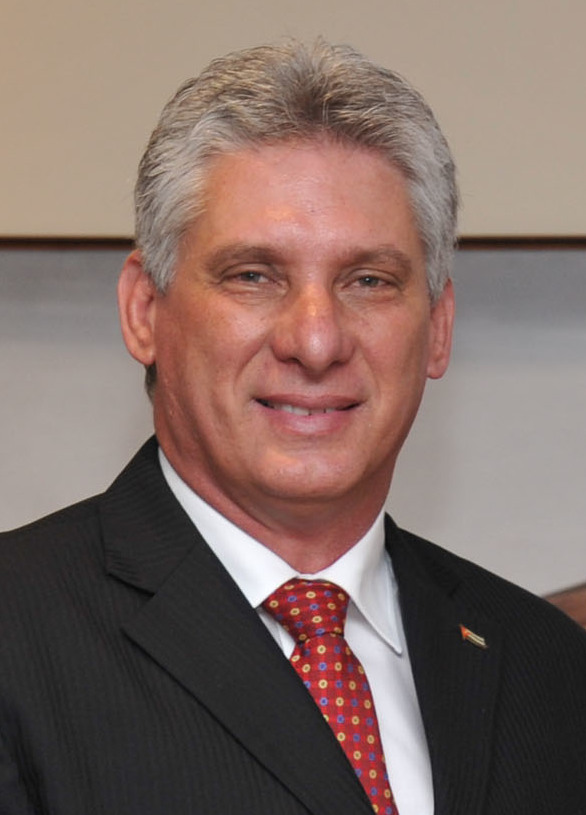
Miguel Díaz-Canel, nový vůdce Kuby

V roce 2006 prezident Fidel Castro ze zdravotních důvodů odstoupil z většiny svých funkcí, které po něm převzal jeho bratr Raúl (nar. 1931). Ten byl dokonce už koncem 50. let považován za většího radikála (někdy politicky ještě více orientovaného doleva) než jeho předchůdce, kterého vždy silně podporoval. I když s tím např. někteří kubánští exiloví činitelé v minulosti nesouhlasili, zdá se nepravděpodobné, že pod jeho vedením se politická situace v zemi změní.
V roce 2008 Kubu zasáhly hned tři hurikány, které byly jedny z nejničivějších v dějinách země. 200 tisíc obyvatel ztratilo své domovy, byla zničena až polovina úrody cukrové třtiny; škody se vyšplhaly k 5 miliardám amerických dolarů.
Desátá léta se na Kubě nesly ve znamení normalizace vztahů se Spojenými státy. V červenci roku 2012 na Kubu dorazila první loď se zbožím ze Spojených států po 50 letech. Loď obsahovala zboží humanitárního charakteru, které bylo zasláno americkými humanitárními organizacemi i Kubánci žijícími v emigraci. 17. prosince 2014 Barack Obama a Raúl Castro oznámili změnu svých zahraničních politik a normalizaci vzájemných vztahů. Oznámení provázelo mj. propuštění více než 50 politických vězňů z kubánského vězení. V první vlně oteplování kubánsko-amerických vztahů byla nejdříve zmírněna cestovní omezení a umožněny efektivnější obchodní vazby. V březnu 2016 Barack Obama navštívil Kubu. Stal se tak prvním americkým prezidentem od roku 1928, která tak učinil. V roce 2015 Obama nechal vyřadit Kubu z amerického seznamu zemí, které podporují terorismus. Na oteplování vztahů měl však jiný názor Obamův nástupce Donald Trump, který nejenže zrušil některá předchozí Obamova rozhodnutí týkající se uvolnění vzájemného obchodu a vývozu zboží, ale v roce 2020, tedy těsně před koncem svého vládnoucího období, nechal Kubu umístit zpět na seznam zemí podporujících terorismus.
V roce 2018 se novým prezidentem Kuby stal Miguel Díaz-Canel, zatímco Raúl zůstal v čele komunistické strany. Díaz-Canel představuje v rámci kubánských vůdců poměrně pokrokového vůdce, který je více nakloněn sociálním i politickým změnám než jeho předchůdci. Úplnou demokratizaci či změnu politického systému však od něj očekávat nelze. 19. dubna 2021 převzal Díaz-Canel funkci prvního tajemníka komunistické strany od Raúla Castra, čímž skončila na Kubě přes půl století trvající éra vládnutí rodiny Castrů.